# Léonide Babaud-Lacroze
Pour les articles homonymes, voir Babaud-Lacroze.
Léonide Babaud-Lacroze est un homme politique français né le 14 août 1876 à Confolens (Charente) et décédé le 3 février 1949 à Paris 12e. 

## Biographie
Docteur en Droit, avec une thèse sur "la capacité politique des commerçants", il s'inscrit comme avocat au barreau de Confolens. De 1903 à 1909, il occupe des postes dans les cabinets des différents ministres des PTT. En 1909, il est commissaire du Gouvernement près le conseil de préfecture de la Seine, avant de revenir en cabinet ministériel, en 1910, comme chef de cabinet du ministre de l'Agriculture.
Mobilisé comme sergent au 90e régiment d'infanterie territoriale lors de la Première Guerre mondiale il devient sous-lieutenant en 1915 puis lieutenant en 1917. Après avoir fait les campagnes de l'Yser et du Chemin des Dames il est blessé à la jambe à Verdun le 27 juin 1917. Guéri, il est affecté en 1918 à l'Etat-major général de l'Armée dans le service de liaison avec le Corps expéditionnaire d'Italie. Pour faits de guerre, Léonide Babaud-Lacroze a reçu une citation, la Croix de guerre et la légion d'honneur.
De son expérience de guerre, il écrit ses mémoires dans "Avec les territoriaux de fer  (Souvenirs, critiques et impressions)" édité en 1923 par les Presses Universitaires de France. 
Membre du Parti républicain, radical et radical-socialiste, c'est sous cette étiquette qu'il est élu conseiller général en 1919 puis sénateur de la Charente en 1929, après deux échecs en 1928, aux Législatives et à une sénatoriale partielle.
Réélu en 1930 et 1939, il vote, le 10 juillet, en faveur de la remise des pleins pouvoirs au Maréchal Pétain. Il ne retrouve pas de mandat parlementaire après la Libération.

## Sources
- « Léonide Babaud-Lacroze », dans le Dictionnaire des parlementaires français (1889-1940), sous la direction de Jean Jolly, PUF, 1960 [détail de l’édition]